# Jeanbandyita
La jeanbandyita és un mineral de la classe dels òxids, que pertany al subgrup de la schoenfliesita. Rep el seu nom en honor de Jean Bandy (1900-1991), qui va donar al Museu d'Història Natural de Los Angeles la col·lecció en la qual va ser descoberta aquesta espècie.

## Característiques
La jeanbandyita és un òxid de fórmula química Fe3+Sn(OH)₅O, tot i que, per analogia amb la nancyrossita, es proposa la revisió de la fórmula ideal a FeSnO₆H₅. Va ser aprovada com a espècie vàlida per l'Associació Mineralògica Internacional l'any 1980. Cristal·litza en el sistema tetragonal. La seva duresa a l'escala de Mohs és 3,5. La jeanbandyita i la natanita representen els únics minerals hidròxids amb ferro i estany dominants.
Segons la classificació de Nickel-Strunz, la jeanbandyita pertany a «04.FC: Hidròxids (sense V o U), amb OH, sense H₂O; octaedres que comparetixen angles» juntament amb els següents minerals: bernalita, dzhalindita, söhngeïta, burtita, mushistonita, natanita, schoenfliesita, vismirnovita, wickmanita, mopungita, stottita, tetrawickmanita, ferronigerita-2N1S, magnesionigerita-6N6S, magnesionigerita-2N1S, ferronigerita-6N6S, zinconigerita-2N1S, zinconigerita-6N6S, magnesiotaaffeïta-6N'3S i magnesiotaaffeïta-2N'2S.

## Formació i jaciments
Va ser descoberta a la mina Siglo XX, a Llallagua, a la província de Rafael Bustillo, al Departament de Potosí (Bolívia), on sol trobar-se associada a altres minerals com: wolframita, wickmanita, estannita, quars, pirita, jamesonita, franckeïta, fluorapatita, crandal·lita, cassiterita i bismutinita. També ha estat descrita a Anglaterra, Namíbia, Mèxic i el Canadà.